# 臺灣總督府林業試驗所

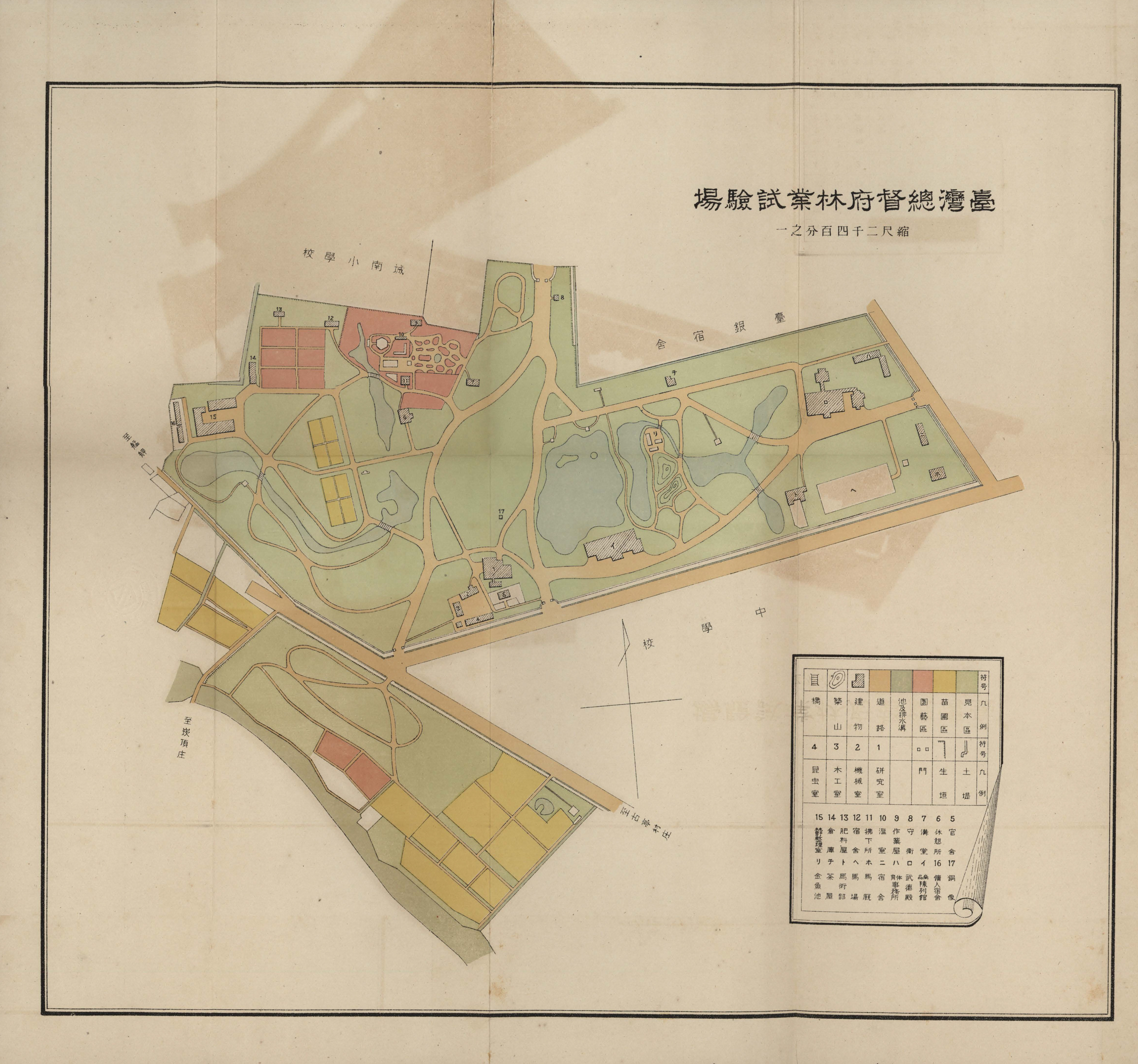
林業試驗場平面圖

臺灣總督府林業試驗所（林業試驗所）為台灣日治時期的林業試驗研究機構，位於臺北植物園內，成立於1939年4月，前身為1911年設立的殖產局林業試驗場，負責植物調查、植物利用、造林等研究試驗，下轄多處支所和試驗地；為農業部林業試驗所前身。日治時期管理林務和林業開發的單位則是臺灣總督府營林所。

## 沿革

### 日治時期

#### 殖產局林業試驗場

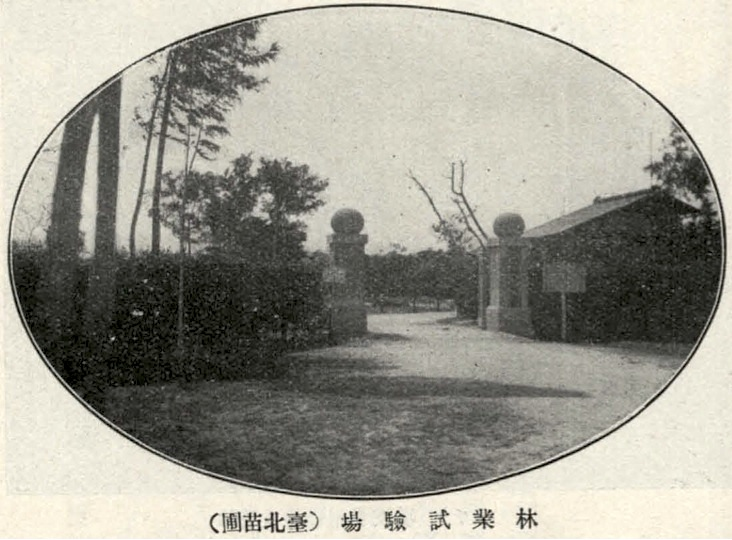
臺灣總督府林業試驗所台北苗圃

為了設置樹木的苗圃，臺灣總督府民政局殖產部於1895年12月選定了臺北市小南門外的陸軍用地作為地點，於1896年1月6日設立了附屬「苗圃」，是為官營最初的官營苗圃，其面積最初僅十坪，到了隔月已擴張了約百坪的面積，種植日本內地產的山、扁柏、赤松、黑松等，以及國外的相思樹屬樹和台灣本地的相思樹、柳、楝、榕樹等樹種。至1897年3月，苗圃面積擴張至快九千坪，並陸續將樹木移植至各官廳和官舍。苗圃的北側即為臺北衛戍病院，由於衛戍病院擴張所需，1899年3月，苗圃遷到了農事試驗場位於大龍峒的第一農場（1,200坪）和圓山的第三農場（1,800坪）。但因新苗圃的範圍狹隘，難以移植所有的樹木，於是有些移植至臺灣神社和物產陳列所（後改為高等女學校）。

1900年10月，在小南門外龍匣口庄（臺北植物園現址）購地闢建「臺北苗圃」，從事育苗和苗木栽培試驗。臺北苗圃之後陸續擴張並設立其他苗圃，如恆春熱帶植物殖育場（1902年），嘉義埤子頭的「嘉義護謨樹苗圃」（1918年），以及在嘉義山仔頂（1909年）、中埔庄澐水溪（1911年）、蓮華池藥用植物栽培試驗地（1918年）設立試驗地。由於台灣的林業研究機構無統一的專責機關，於是台灣總督府在1911年4月，將臺北苗圃改制為「殖產局附屬林業試驗場」，負責臺灣林業經營及森林資源之調查研究工作，為臺灣近代林學實驗的起源；將恆春的殖育場改為恆春支場，嘉義埤子頭、山仔頂和澐水溪的苗圃和試驗地改為嘉義支場。另外，林業試驗場用地的東側部分由臺北武德會和總督府博物館附屬動物園使用。

#### 中央研究所林業部
1921年8月，台灣的各研究試驗機構合併為臺灣總督府中央研究所，林業試驗場於是改為中央研究所林業部，下轄恆春林業試驗支所和嘉義林業試驗支所，並將林業部所在的苗圃改名為「臺北植物園」。1931年，配合支所內部業務調整，嘉義支所改為中埔林業試驗支所。林業部執掌有用樹木相關試驗調查、木材利用、造林、森林保護相關試驗研究、種苗改良和育成。林業部下除中埔和恆春林業試驗支所，尚有蓮華池試驗地、嘉義試驗地（位嘉義市山仔頂和埤子頭）和台東藥用植物試驗地（1933年設立）。

#### 臺灣總督府林業試驗所

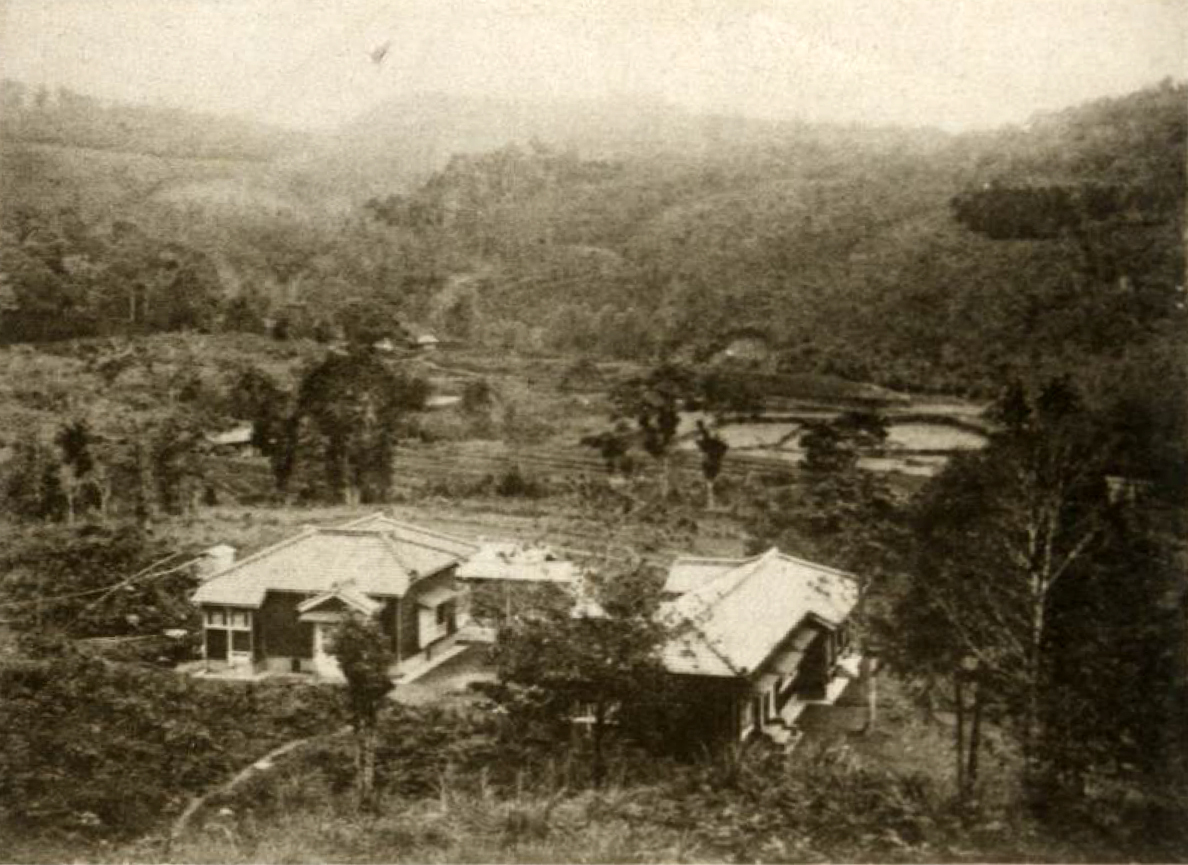
林業試驗所蓮華池支所

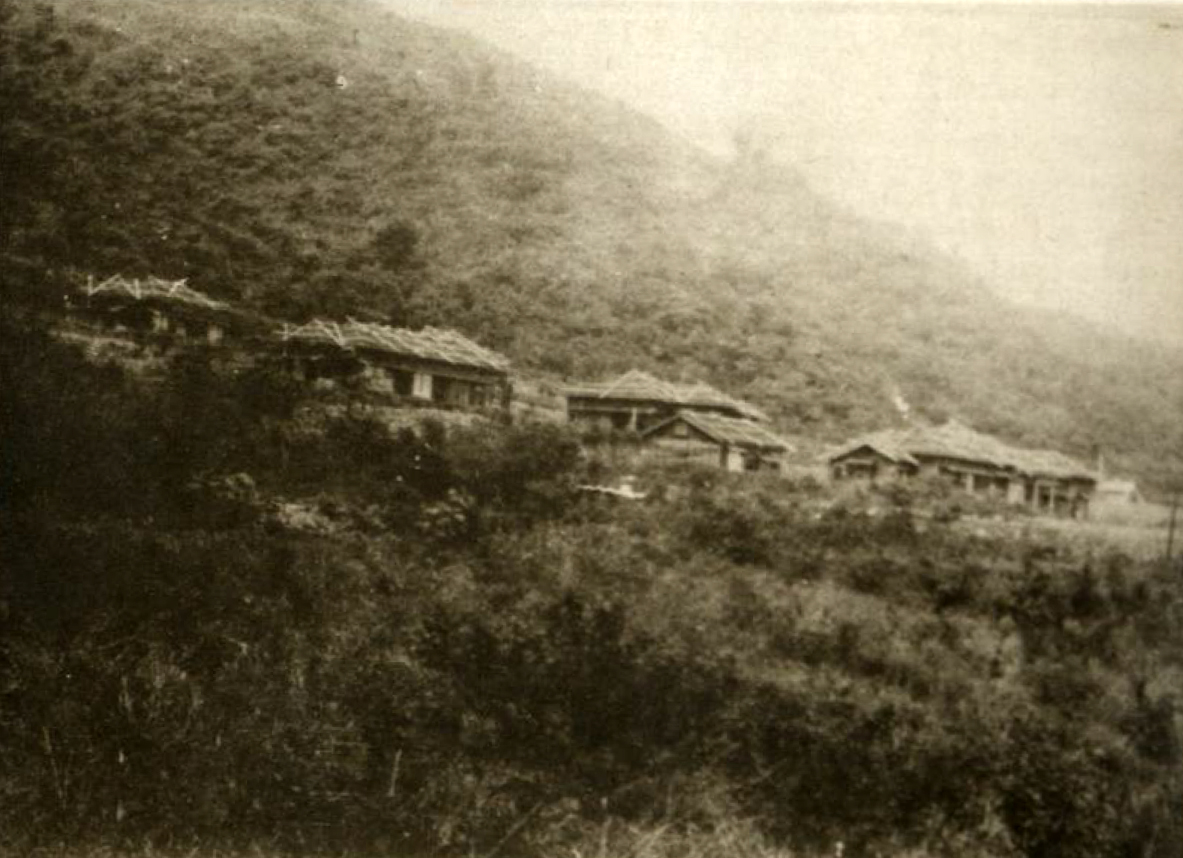
林業試驗所麻里霧支所

1939年，中央研究所下的各部獨立，林業部於是成為臺灣總督府林業試驗所。林業試驗所下最初設有「殖育科」、「施業科」、「利用科」和庶務課，殖育科負責樹木育成、森林氣象和土壤相關的研究調查與試驗；施業科負責森林施業、保護相關事業；利用科負責研究林產物利用、分析和鑑定。1942年11月，利用科拆分為「木材科」、「林產科」和、「木漿科」；木材科負責木竹材的利用、檢定和鑑定相關的研究調查與試驗；林產科負責林產物利用、增殖、分析與鑑定相關的研究調查與試驗；木漿科負責木竹材和其他木質纖維木漿化利用的研究調查與試驗。1943年6月，林業試驗所下的五科改為「部」，並增設南方調查室，負責與熱帶林業相關的試驗、研究和調查，以及相關資料蒐集整理。
| 本所/支所              | 位置                           | 附屬試驗地 | 執掌                                               | 現況                     |
| ---------------------- | ------------------------------ | --- | -------------------------------------------------- | ------------------------ |
| 林業試驗所             | 臺北州台北市南門町             | 無 | 殖育部、施業部、木材部、林產部、木漿部、南方調查室 | 農業部林業試驗所         |
| 中埔支所               | 臺南州嘉義郡中埔庄竹頭崎       | - 山子頂試驗地（嘉義市山子頂） - 埤子頭試驗地（嘉義市埤子頭）                                                               | 負責有用樹木造林，與森林更新相關的研究             | 林業試驗所嘉義研究中心   |
| 恆春支所               | 高雄州恆春郡恆春街鵝鑾鼻       | - 龜子角試驗地（恆春街鵝鑾鼻） - 港口試驗地（滿州庄港口） - 豬朥束試驗地（滿州庄豬朥束） - 高士佛試驗地（恆春郡蕃地高士佛） | 負責熱帶樹木蒐集、繁殖與種苗育成                   | 林業試驗所恆春研究中心   |
| 蓮華池支所             | 臺中州新高郡魚池庄蓮華池、五城 | 無 | 負責森林施業和保護相關研究                         | 林業試驗所蓮華池研究中心 |
| マリブル（麻里霧）支所 | 臺東廳臺東郡太麻里庄麻里霧社   | 無 | 負責藥用樹木造林，主要進行金雞納樹試驗             | 林業試驗所太麻里研究中心 |

### 戰後
1945年10月，台灣省行政長官供述派林渭訪接收台灣總督府林業試驗所，同年11月1日，台灣省林業試驗所成立，直隸於台灣省行政長官公署。除了南方調查室被廢除，其他組織仍維持日治時期的制度。

## 歷任首長
| 任次 | 肖像 | 姓名 (生–卒)     | 在任時間       | 在任時間       | 備註 |
| ---- | ---- | ---------------- | -------------- | -------------- | ---- |
| 1    |      | 關文彥 (1885–)   | 1939年4月28日  | 1943年10月26日 |      |
| 2    |      | 上野忠貞 (1890–) | 1943年10月26日 | 1945年10月25日 |      |

## 其他
1941年6月，蓮華池試驗地內的六個地點被指定為臺灣史蹟名勝天然紀念物「臺灣原始觀音座蓮及菱形奴草自生地」。